# Callitrichia meruensis
Callitrichia meruensis là một loài nhện trong họ Linyphiidae.
Loài này thuộc chi Callitrichia. Callitrichia meruensis được Herman Theodor Holm miêu tả năm 1962.